# Conversión de potencia

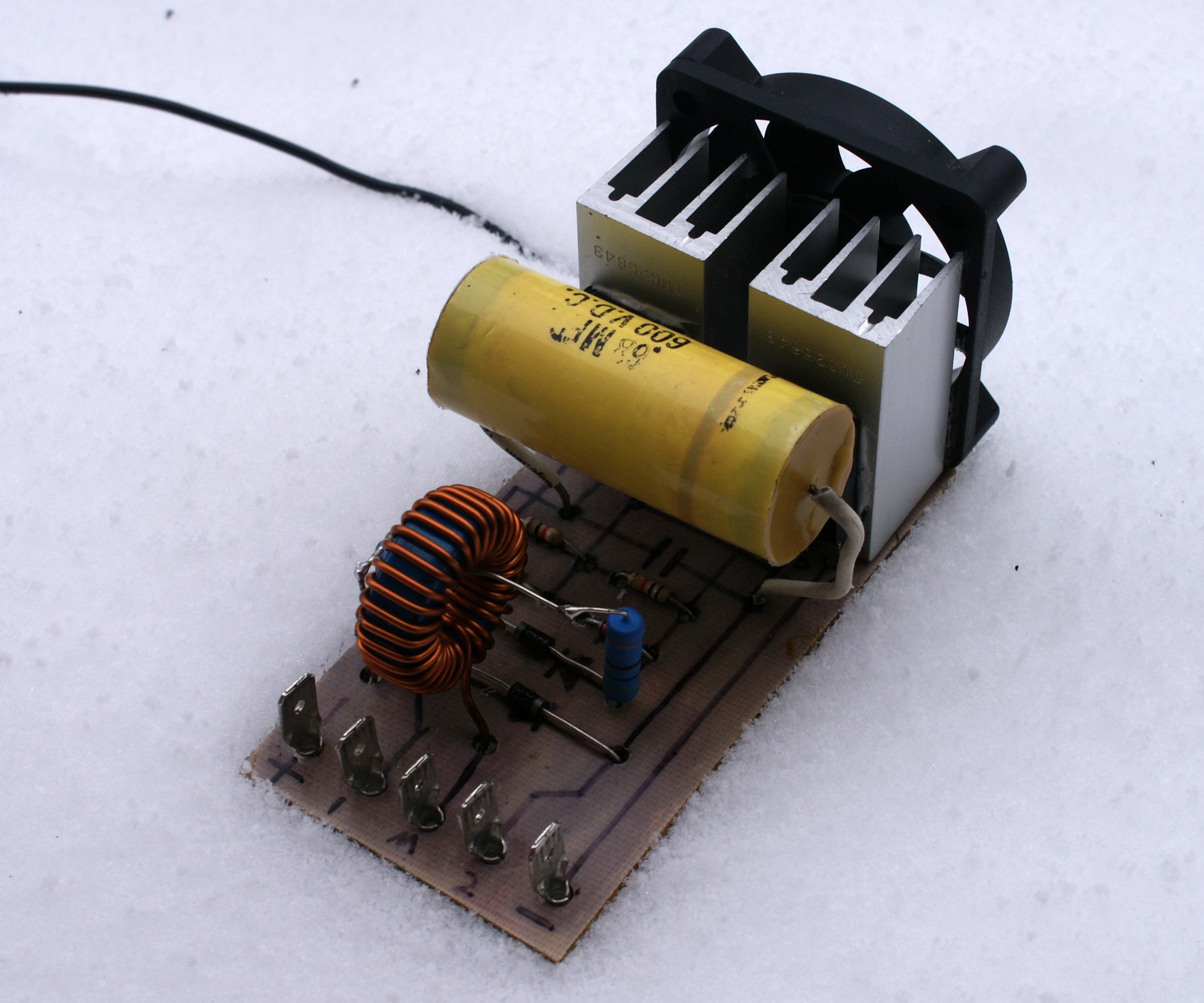
Circuito ZVS

La conversión de potencia (o también conversión de energía) es el proceso de convertir la energía de una forma a otra. En un nivel general, esto podría incluir los procesos electromecánicos o electroquímicos. Sin embargo, en ingeniería eléctrica, la conversión de potencia tiene un significado más específico, que es la conversión de una forma de energía eléctrica a otra. Esto puede ser tan sencillo como un transformador para cambiar el voltaje de redes de corriente alterna, o implicar sistemas mucho más complejos. Los sistemas de conversión de potencia, denominados conversores o convertidores de potencia, a menudo incorporan la regulación de tensión (voltaje), que es el control de su valor dentro de ciertos límites.

## Teoría
La energía es el trabajo que produce o puede producir un sistema. En el estudio de circuitos eléctricos solo tenemos dos variables tensión y corriente. Existe una relación causa efecto. Ante es consecuencia de que hay una tensión.
La tensión es una variable fácil de medir, la corriente es más difícil de medir. Es usual medir la corriente de forma indirecta a partir de sus efectos. Los dos casos más simples se basan en que una corriente produce una tensión al atravesar una resistencia y que produce un campo magnético que induce una tensión en una bobina.
La tensión es el trabajo por unidad de carga eléctrica {\displaystyle V={\frac {W}{q}}} y la energía o trabajo {\displaystyle W=V*q=V*I*t} debemos conocer simultáneamente la tensión, la corriente y el tiempo durante el que fluye la corriente.
Si relacionamos la energía con el tiempo obtenemos la potencia {\displaystyle P={\frac {W}{t}}=V*I} debemos saber simultáneamente tensión y corriente. Con la potencia podemos comparar sistemas ya que nos dice la rapidez con que pueden proporcionar trabajo.

## Tipos de conversión
Una forma de clasificar los sistemas de conversión de energía en ingeniería eléctrica es según si la entrada y la salida son de corriente alterna (AC) o de corriente continua (DC). De esta manera, los convertidores existentes se pueden clasificar según la conversión sea:
- De corriente continua a corriente continua (convertidor DC-DC).
- De corriente alterna a corriente continua (rectificador).
- De corriente continua a corriente alterna (inversor).
- De corriente alterna a corriente alterna (convertidor AC-AC).
- De voltaje a corriente (fuente de intensidad).

## Tipos de conmutación[1]
Los conversores electrónicos se basan en la conmutación de un dispositivo interruptor (transistores, diodos, etc) para regular la forma en que se transfiere la energía desde la entrada a la salida. Por ello, los conversores electrónicos también suelen distinguirse según las características de la conmutación que realizan los dispositivos interruptores.
- Conmutación dura (hard switching): Hace referencia a las condiciones de alta disipación de potencia que soportan los dispositivos electrónicos de potencia utilizados como interruptores durante la conmutación. Inicialmente, los conversores conmutados se desarrollaron con base en este tipo de comutación. Sin embargo, las limitaciones inherentes, puntualmente en cuanto a frecuencia de conmutación, dieron lugar al desarrollo de otros modos de conmutación. Este tipo de conmutación sigue siendo ampliamente utilizado en convertidores con frecuencias de conmutación típicamente de hasta 50 kHz.
- Resonantes: Utilizan el principio de resonancia para obtener formas de onda, generalmente senoidales, en las que existan puntos de voltaje o corriente nulos que permitan conmutar los interruptores con una mínima disipación de potencia (conmutación a voltaje cero o ZVS y conmutación a corriente cero o ZCS). Fueron la primera alternativa a la conmutación dura que se desarrolló. Este tipo de convertidores trabaja en frecuencias entre 100 kHz y 500 kHz. A pesar de las ventajas que brinda la mayor frecuencia de operación, los convertidores resonantes presentan otras desventajas, como mayor disipación de potencia durante el estado encendido, requerimientos de mayor capacidad de tensión y corriente en los componentes y mayor complejidad en el diseño y control.
- Conmutación suave (soft switching): Esta segunda alternativa desarrollada, utiliza los principios de resonancia solo en un intervalo de tiempo en la cercanías del momento de la conmutación, permitiendo reducir las pérdidas en los interruptores a la vez que evita las desventajas de los convertidores resonantes. Gracias a estas características, este tipo de convertidores trabaja en frecuencias entre 500 kHz y algunos MHz. Otra característica valiosa de este modo de conmutación es la reducción de la interferencia electromagnética (EMI) debido a las formas de onda de resultantes.[2]

## Uso de transformadores
Algunas estructuras de convertidores incorporan transformadores a fin de incorporar:
- Aislamiento eléctrico entre la entrada y la salida: requerido en aplicaciones donde no puede existir, o resulta indeseable o peligrosa, una conexión eléctrica entre la entrada y la salida.

- Elevación o reducción del voltaje: útil para obtener condiciones más prácticas para la implementación del sistema, principalmente en cuanto al control del mismo.

Estos convertidores, denominados convertidores aislados, incorporan también ciertas desventajas como consecuencia de la inclusión del transformador en su estructura, como pueden ser mayores costos, complejidad y dimensiones. Sin embargo, los transformadores suelen ser bastante más pequeños que los utilizados en la elevación/reducción de la tensión de línea debido a que trabajan a frecuencias mayores y potencias más bajas.
En la mayoría de los convertidores que incorporan transformadores, estos solo cumplen la función de transmitir la energía entre sus bobinados, aunque en algunos casos, como el del convertidor Flyback, el transformador también debe almacenar energía durante una parte del periodo de operación y entregarla en otra para el correcto funcionamiento del sistema.